# SN 2008al
SN 2008al – supernowa typu II odkryta 13 lutego 2008 roku w galaktyce A024607-0738. W momencie odkrycia miała maksymalną jasność 17,60m.